# Wauna (Washington)
Wauna az Amerikai Egyesült Államok északnyugati részén, Washington állam Pierce megyéjében elhelyezkedő statisztikai település. A 2010. évi népszámlálási adatok alapján 4186 lakosa van.
A korábban a Springfield nevet viselő települést 1889. szeptember 14-én alapították.

## Fordítás
- Ez a szócikk részben vagy egészben  a   Wauna, Washington című angol Wikipédia-szócikk ezen változatának fordításán alapul.  Az eredeti cikk szerkesztőit annak laptörténete sorolja fel. Ez a jelzés csupán a megfogalmazás eredetét és a szerzői jogokat jelzi, nem szolgál a cikkben szereplő információk forrásmegjelöléseként.